# 鈴木哲司
鈴木 哲司（すずき てつじ、1973年〈昭和48年〉 - ）は、日本の神職（神社本庁明階）、救急救命士。
日本救急救命士協会会長を務める。
日本医師会JMATの隊員として、東日本大震災の現場でも災害救助活動を行った経歴も持つ。

## 経歴
新潟県村上市出身。
- 平成8年（1996年）、國學院大學文学部神道学科を卒業[2]。
- 平成13年（2001年）、新潟医療技術専門学校救急救命士科卒業[2]。
- 同年より特定医療法人徳洲会東京本部に所属する。
- 平成15年（2003年）、聖徳大学大学院児童学研究科児童学専攻修士課程修了[2]。
- 平成16年（2004年）、帝京大学医学部附属病院救命救急センターに勤める。
- 平成17年（2005年）から帝京平成大学現代ライフ学部　講師。
- 平成20年　帝京平成大学大学院健康情報科学研究科健康情報科学専攻博士後期課程を修了し、博士（健康情報科学）の学位を授与された[2]。
- 平成20年　熊野神社　禰宜。
- 平成21年　帝京平成大学健康メディカル学部　講師。
- 平成24年（2012年）　帝京平成大学健康メディカル学部准教授[2]。
- 平成27年　帝京平成大学大学院健康科学研究科　准教授。
- 令和元年　ハリウッド大学院大学ビューティビジネス研究科　客員准教授。
- 令和元年　東日本国際大学健康社会戦略研究所　客員教授。
- 令和2年　地域医療連携推進法人医療戦略研究所　主席研究員。
- 令和2年　鈴鹿医療科学大学保健衛生学部救急救命学科設置準備室　室長。
- 令和3年（2021年）　鈴鹿医療科学大学保健衛生学部教授に就任[2]。
- 令和4年（2022年）　鈴鹿医療科学大学保健衛生学部救急救命学科　学科長に就任。
- 令和5年（2023年）　渋谷区長選挙の立候補に伴い鈴鹿医療科学大学を依願退職。
- 令和5年（2023年）　新潟薬科大学客員教授。
- 令和5年（2023年）3月8日、渋谷区長選挙への立候補を正式に表明した[2]。
- 令和5年（2023年）4月1日、渋谷区富ヶ谷にて事務所開きを行い、渋谷区長選挙に自民党渋谷総支部推薦として立候補することを改めて表明した[3]。
- 令和5年（2023年）4月23日、渋谷区長選挙で10,749票（落選）

## 表彰
- 平成6年2月　日本赤十字社銀色有功章
- 平成9年11月　新潟県善行有職青少年表彰
- 平成23年11月　東京都保護司会連合会会長表彰
- 平成25年11月　東京保護観察所所長表彰
- 平成25年6月　日本水難救済会感謝状
- 平成25年6月　日本水難救済会有功章
- 平成26年9月　日本赤十字社新潟県支部長感謝状
- 平成27年8月　法務大臣感謝状
- 平成27年11月　関東地方保護司連盟会長表彰
- 平成28年7月　厚生労働大臣感謝状
- 平成28年9月　日本赤十字社金色有功章
- 平成28年11月　関東地方更生保護委員会委員長表彰
- 平成30年4月　警視庁生活安全部長感謝状
- 令和5年4月　　警視庁代々木警察署長感謝状

## 社会活動
- 平成8年4月～現在　日本赤十字社水上安全法指導員
- 平成10年4月～現在　日本赤十字社救急法指導員
- 平成10年2月～平成14年3月　新潟県公安員会少年指導委員
- 平成10年10月～平成18年3月　村上市消防団員
- 平成18年6月～平成19年3月　社団法人日本交通福祉協会「交通事故における応急救護処置マニュアル検討委員会委員」
- 平成18年12月～現在　法務省保護司
- 平成21年2月～平成23年8月　豊島消防団員
- 平成21年4月～平成22年3月　全国漁業協同組合連合会「漁船安全操業対策事業　高齢者及び低熟練者漁業従事者安全対策委員会委員」
- 平成21年4月～現在　東京都公安員会少年指導委員
- 平成21年4月～現在　警視庁委嘱少年補導員
- 平成21年11月～現在　一般社団法人日本救急救命士協会　会長
- 平成22年6月～平成23年3月　一般社団法人日本救急医療財団　救急救命士国家試験出題基準委員
- 平成23年4月～現在　東京都薬物乱用防止推進員
- 平成23年6月～令和5年6月　一般社団法人水難学会　理事
- 平成24年4月～現在　チーム医療推進協議会　理事
- 平成24年4月～令和2年3月　渋谷区青少年対策地区委員
- 平成24年5月～令和4年4月　一般財団法人日本救急医療財団　救急救命士試験委員
- 平成25年1月～現在　一般社団法人日本臨床救急医学会　評議員
- 平成26年4月～平成30年3月　東京都青少年健全育成推進委員
- 平成28年6月～現在　公益社団法人日本診療放射線技師会　理事
- 平成30年6月～現在　地域医療連携推進法人医療戦略研究所 主席研究員
- 令和3年6月1日～令和５年４月　警視庁代々木警察署協議会委員

## 著作
- 『民間救急救命士の使命と実態』知玄舎、2004。ISBN 978-4434043154。
- 『病院前医療を読み解く』知玄舎、2004。ISBN 978-4434052286。
- 『水難救助ハンドブック』シュプリンガージャパン、2008。ISBN 978-4431100362。
- 『患者搬送ハンドブック』メディカ出版、2009。ISBN 4840428654。
- 『命が消えたらどこへゆくのか』二見書房、2020年。ISBN 978-4-5762-0134-4。
- 『救漢』宣広社、2014年。ISBN 978-4906852079。
- 『大丈夫、あなたが一人でも』きれいねっと、2022年。ISBN 978-4-4342-9096-1。